# Linca (race ovine)
Pour les articles homonymes, voir Linca.
La Linca ou Pampa est une race de moutons domestiques originaire de Patagonie, en Argentine.

## Origine et distribution
L'origine exacte du linca n'est pas connue mais il descend des moutons importés lors de la colonisation espagnole au XVIIe siècle. On le retrouve dans la région de la Patagonie ; en particulier dans les provinces de Río Negro, Neuquén et Chubut. Il est parfois cité sous le nom de Pampa.

## Description
Le linca est un mouton portant une toison de laine à la couleur variable. Il peut aller du blanc au noir, en passant par le brun, et certains individus peuvent être tachetés. Le bélier mesure en moyenne 67 cm au garrot pour 47 kg. Il porte des cornes, et la brebis peut, parfois, en porter une paire.

## Élevage
Le linca est un mouton criollo (race indigène) et est élevé pour sa laine par le peuple Mapuche. Un individu peut fournir entre 3 et 6 kg de laine. La toison est longue et possède une couche de sous-poils. La fibre mesure 9 cm de long pour un diamètre de 23 μm. Sa variété de couleurs est très appréciée par les tisserands et fileurs Mapuches. Les vêtements issus de la laine (poncho, veste...) sont étanches et ont une bonne isolation. La production est alors vendue aux touristes,.
Une brebis peut mettre bas un ou deux agneaux.

## Menaces et protection
La race linca est en danger. Fortement mise à mal avec le développement de la production de laine basée sur le mérinos argentin et la faible demande de laine colorée, la population s'est effondrée et fait face à une érosion génétique. Depuis le début du XXIe siècle, des mesures sont petit à petit mises en place pour sauver non seulement la race mais aussi le savoir-faire mapuche. Ainsi, des efforts sont réalisés pour développer la filière de production de produits issus du linca et augmenter le nombre d'animaux,.